# Ralph Peña
Ralph Peña, souvent appelé Ralph Pena, né le 24 février 1927 à Jarbidge au Nevada et mort le 20 mai 1969 à Mexico, est un contrebassiste de jazz américain. C'est un représentant du jazz West Coast.

## Biographie
Ralph Peña commence sa carrière à l'âge de 15 ans. Au début des années 1950, il devient l'un des contrebassistes en vue du jazz West Coast, participant à nombre de sessions d'enregistrement. Il travaille avec Shorty Rogers, Art Pepper, Jack Montrose, Bob Brookmeyer, Jimmy Giuffre, Pete Jolly. 
Il fait également partie de grands orchestres et accompagne des chanteurs, Frank Sinatra, Ella Fitzgerald, Nancy Wilson, Anita O'Day.
Ralph Peña, n'a jamais enregistré de disque sous son propre nom. Il meurt dans un accident automobile à Mexico en 1969.

## Discographie partielle

### Comme sideman
- 1954 : Jimmy Giuffre : Jimmy Giuffre, LP 25cm, Capitol Records, H-549
- 1956 : Jimmy Giuffre : The Jimmy Giuffre Clarinet, Atlantic Records, AT-1238
- 1956 : Duane Tatro : Duane Tatro's Jazz For Moderns, Contemporary Records, C-3514
- 1956 : Shelly Manne and His men : The West Coast Sound, Contemporary Records, C-3507
- 1957 : Shorty Rogers and His Giants :  Wherever the Five Winds Blow, RCA Victor Records, NL-45645
- 1957 : Bob Brookmeyer Quintet :  Traditionalism Revisited, Pacific Jazz Records, PJ-1233
- 1958 :  Shorty Rogers and His Giants : Gigi in Jazz, RCA Records LPM-1696
- 1959 : Ella Fitzgerald : Ella Fitzgerald Sings the George and Ira Gershwin Songbook, Verve Records

## Sources
- Courte biographie sur le site Allmusic.com